# Pteris ligulata
Pteris ligulata är en kantbräkenväxtart som beskrevs av Gaud. Pteris ligulata ingår i släktet Pteris och familjen Pteridaceae. Inga underarter finns listade.